# القوات الدفاعية الوطنية الجنوب إفريقية
القوات الدفاعية الوطنية الجنوب أفريقية وهي القوات المسلحة الرسمية لدولة جنوب أفريقيا والتي تدافع عنها وقائد هذه القوات هو رئيس جمهورية جنوب أفريقيا مع وزارة الدفاع الجنوب أفريقية، تأسست هذه القوات في سنة 1994 بعد إجراء أول انتخابات ديمقراطية في جنوب أفريقيا وحلت محل قوات الدفاع الجنوب أفريقية.